# Daśanamisampradaja
Daśanamisampradaja (sanskryt दशनामीसम्प्रदाय, trl. daśanāmi saṃpradāya, ang. Dashanami Sampradaya, też daśanamibhawa) – zakon hinduistyczny. Został założony w IX wieku przez Śankarę.
Ta sampradaja zrzesza swamich przestrzegających reguł sannjasy. Zasadniczo daśanamisampradaja dzieli się na dziesięć gałęzi:
1. Aranja
2. Wana
3. Giri
4. Parwata
5. Sagara
6. Tirtha
7. Aśrama
8. Bharati „ten, kto jest kochankiem wiedzy” – według Swami Rama;
9. Puri
10. Saraswati

Jedno z wyżej wymienionych oznaczeń tradycji, tej do której przynależy konkretna osoba, dołączane jest zwykle po jej duchowym imieniu nadanym podczas święceń (np. Giri w Swami Śri Jukteswar Giri, Bharati w Swami Rama Bharati).